# وادي فراغة
وادي فراغة هي إحدى بلديات ولاية قالمة الجزائرية.